# Axel Nawrath
Axel Nawrath (* 26. Februar 1954 in Hannover) ist ein Jurist und SPD-Mitglied. Vom 1. Juli 2014 bis zum 31. Dezember 2019 war er Vorsitzender des Vorstands der L-Bank, dem Landesförderinstitut des Landes Baden-Württemberg. Vom 1. April 2009 bis 31. März 2014 war er Mitglied des Vorstandes der staatlichen Förderbank KfW und vom 1. März 2006 bis 31. März 2009 Staatssekretär im Bundesministerium der Finanzen (BMF).

## Leben
Nach Abschluss seiner juristischen Promotion 1981 und dem zweiten juristischen Staatsexamen 1982 arbeitete Nawrath zunächst als Rechtsanwalt. Von 1983 bis 1998 war in verschiedenen Bereichen der Bundesfinanzverwaltung und beim Bundesrechnungshof tätig. 1994 wurde er zum Mitglied des Bundesrechnungshofes ernannt.
Im Jahr 1998 wechselte Nawrath unter Minister Oskar Lafontaine als Leiter des Leitungsstabes ins BMF und übernahm 1999 die Leitung der Abteilung Nationale und Internationale Finanzmärkte und Währungspolitik. Unter seiner Verantwortung wurde mit der Schaffung der BaFin eine zentrale Finanzmarktdienstleistungsaufsicht eingeführt.
Zum 1. März 2003 wechselte er zur Gruppe Deutsche Börse AG. Bis Ende Februar 2006 war er dort Managing Director und Geschäftsführer der Frankfurter Wertpapierbörse.
Als Vorstandschef Werner Seifert im Herbst 2005 das Unternehmen verließ und durch Reto Francioni ersetzt wurde, suchte sich auch Nawrath wieder ein neues Betätigungsfeld und kehrte als Steuerstaatssekretär unter Minister Peer Steinbrück ins BMF zurück. Nawrath galt als einer der einflussreichsten Beamten der Regierung. Als Staatssekretär hatte er unter anderem den Vorsitz des Lenkungsausschusses des Banken-Sonderfonds SoFFin, der über die Vergabe von Staatshilfen an notleidende Finanzinstitute entscheidet.
Mit Wirkung zum 1. April 2009 wurde Nawrath in den Vorstand der staatlichen Förderbank KfW berufen. Dort verantwortete er insbesondere die Inlandsförderung und den Vertrieb. Seine Amtsperiode endete am 31. März 2014.
Vom 1. Juli 2014 bis zum 31. Dezember 2019 war Nawrath Vorsitzender des Vorstands der L-Bank.
Seit dem 1. Juni 2023 ist Nawrath Vorsitzender des Verwaltungsrats der Investitionsbank Berlin (IBB).

## Schriften
- Die Haftung für Schäden durch Umweltchemikalien: eine Untersuchung über die Strukturen und die Leistungsfähigkeit des bestehenden Schadensrechts, Dissertation Universität Frankfurt am Main, Lang, Bern/Frankfurt am Main 1982, ISBN 3-8204-7000-X
- Financial Stability Forum: Final Report of the Follow-Up Group on Incentives to Foster Implementation of Standards, Basel 2001, http://www.financialstabilityboard.org/publications/r_0109a.htm
- Kommentar zum Haushaltsrecht, München 1989, 1. Aufl., Herausgeberschaft zusammen mit Heuer, E./ von Wedel, H./Engels, D./Dommach, H./Eibelshäuser/M., ISBN 978-3-472-70500-0
- Die Digitalisierung des Fördergeschäfts, in: Zeitschrift für das gesamte Kreditwesen, 67. Jg. (2014), S. 231–232
- Entscheidungskompetenz des Gesetzgebers und gleichheitsgerechte Sicherung des Steueraufkommens, in: Deutsches Steuerrecht: DStR, 47. Jg. (2009), Nr. 1–2, p. 2–3
- Schwerpunkte der Steuerpolitik 2008: Wettbewerb gestalten und Balance wahren, in: Betriebs-Berater: BB, 63. Jg. (2008), Nr. 14, S. M1
- Zur Weiterentwicklung der EU-Finanzmarktintegration, in: Zeitschrift für das gesamte Kreditwesen, 57. Jg. (2004), S. 198–204, zusammen mit: Asmussen, J./Mai, S.
- Initiative Finanzstandort Deutschland – Zur Weiterentwicklung der EU-Finanzmarktintegration, in: Zeitschrift für das gesamte Kreditwesen, 57 (2004), S. 198–203, zusammen mit Asmussen, J./Mai, S.
- KfW – Förderbank im Wandel, in: Moderne Finanzkontrolle und öffentliche Rechnungslegung: Denkschrift anlässlich der Verabschiedung von Manfred Eibelshäuser aus dem Amt des Präsidenten des Hessischen Rechnungshofs, Köln, 2013, S. 345–362.